# Батурин, Пётр Иванович
Пётр Иванович Батурин (1735 — ?) — российский военачальник, полковник Астраханского пехотного полка. Кавалер ордена Святого Георгия IV степени.

## Биография
Родился в 1735 году. Сын коллежского советника Ивана Венедиктовича Батурина и его жены Матрёны Антиповны, урождённой Языковой.
В 1744 году записан солдатом в лейб-гвардии Измайловский полк. На службе с 1748 года. 4 января 1763 из секунд-майоров произведен в премьер-майоры. 29 мая 1766 — подполковник Тобольского пехотного полка. С 9 января 1771 — полковник Астраханского пехотного полка.
Участвовал в кампаниях 1771, 1773 и 1774 годов в составе 2-й дивизии под командованием генерал-поручика графа И. П. Салтыкова. 9 мая 1773 года в составе отряда генерал-майора А. В. Суворова участвовал в сражении при Ольтенице, а на следующий день - в поиске на Туртукай, причем колонна Астраханского полка под его командованием сыграла решающую роль в сражении, нанеся удар по лагерю противника, а затем захватив город и очистив его от войск неприятеля. По итогам предприятия Суворов просил наградить:
…господина полковника Батурина, который, как и выше упомянуто, чрез все продолжение сей атаки во всем поступал с отличным мужеством и храбростию…Реляция А. В. Суворова гр. И. П. Салтыкову о Туртукайской экспедиции
Перед вторым рейдом на Туртукай, в ночь с 7 на 8 июня, вместе с князем Мещерским, принявшим командование отрядом на время болезни Суворова, провел рекогносцировку местности. После изучения позиций противника наступление было признано слишком опасным и потому отложено. Суворов писал об этом графу Салтыкову:
Благоволите, ваше сиятельство, рассудить, могу ль я уже снова над такою подлою трусливостью команду принимать и не лутче ли мне где на крыле промаячить, нежели подвергать себя фельдфебельством своим до стыда видеть под собою нарушающих присягу и опровергающих весь долг службы. Г[осподин] Б[атурин] причиною всему; все оробели и до Касперова. Может ли быть такой п[олковник] в армии российской, не лутче ли воеводой, хоть сенатором?Письмо гр. И. П. Салтыкову от 9 июня 1773 года
17 июня, во время второго рейда на Туртукай, командовал батальоном в первой линии и снова вызвал недовольство Суворова.
… главное недовольствие на г. Батурина быть должно в том, что он своею храбростью надмен, хотел 17 ч[исла] там быть, где я ему за благо не судил и распоровши диспозицию, при начале довольно было нас всех опасности подверг. По малой мере, людей у нас побольше желаемого перепортил…Письмо гр. И. П. Салтыкову от 27 июня 1773 года
Назначен комендантом в Негоештах. 27 июля 1773 года награжден орденом Святого Георгия IV степени. Командовал полком до конца войны. 11 октября 1777 года сменен полковником С. К. Вязьмитиновым.
Жил в Москве. В середине 1780-х годов ему принадлежал дом в приходе Успения Богородицы в Казачьей во Флоровском переулке (4 часть, 4 квартал, №319).
Умер после 1829 года.